# Florentino García Martínez
Florentino García Martínez (né en 1942, à Mochales  ou Madrid ) est un ancien prêtre catholique, aujourd'hui marié et depuis de nombreuses années professeur de religion et de théologie à l'université de Groningue aux Pays-Bas. Il est un expert de premier plan sur les idées messianiques dans les manuscrits de la mer Morte.
Il est responsable de la traduction standard des manuscrits de la mer Morte avec Eibert Tigchelaar : The Dead Sea Scrolls: Study Edition, 2 volumes, (Leyde/Grand Rapids : Brill/Eerdmans, 1997 & 1998).
García Martínez propose une analyse du matériel concernant les colonnes 8 à 12 du Commentaire d'Habacuc connu sous le nom d'hypothèse de Groningue.
García Martínez devient membre étranger de l'Académie royale des arts et des sciences des Pays-Bas en 2004.

## Ouvrages
- Echoes from the Caves: Qumran and the New Testament. (García Martínez, F., éd.). (Leyde/Boston: Brill, 2009).
- Defining Identities. We, You, and the Other in the Dead Sea Scrolls. (Garcia Martinez, F., éd.). (Leyde, Brill, 2008).
- Wisdom and apocalypticism in the Dead Sea Scrolls and in the biblical tradition. (Garcia Martinez, F., éd.). (Louvain, Peeters, 2003).